# Michel Moors

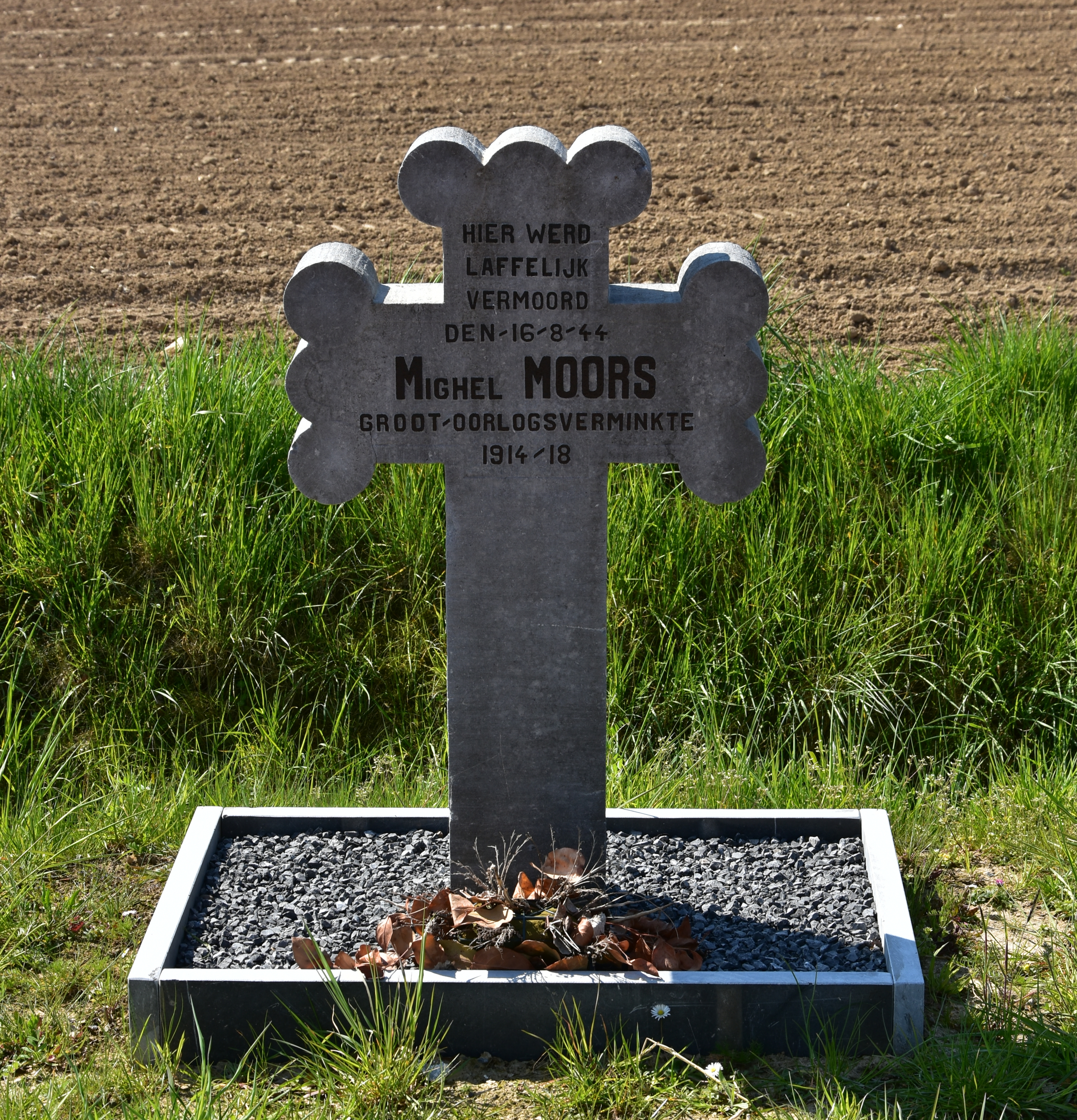
Gedenksteen op de plaats waar Michel Moors werd vermoord

Michel Moors (Bilzen, 28 oktober 1894 - Hees, 16 augustus 1944) was een grootoorlogsverminkte uit de Eerste Wereldoorlog, gemeentesecretaris en weerstander tijdens de Tweede Wereldoorlog. Hij was adjunct-sectoroverste van de sector Bilzen.
Michel Moors werd vermoord door vier leden van de Boerenwacht op de Maastrichtersteenweg te Hees. Zijn zoon Ferdinand stierf in het concentratiekamp Mittelbau-Dora. 

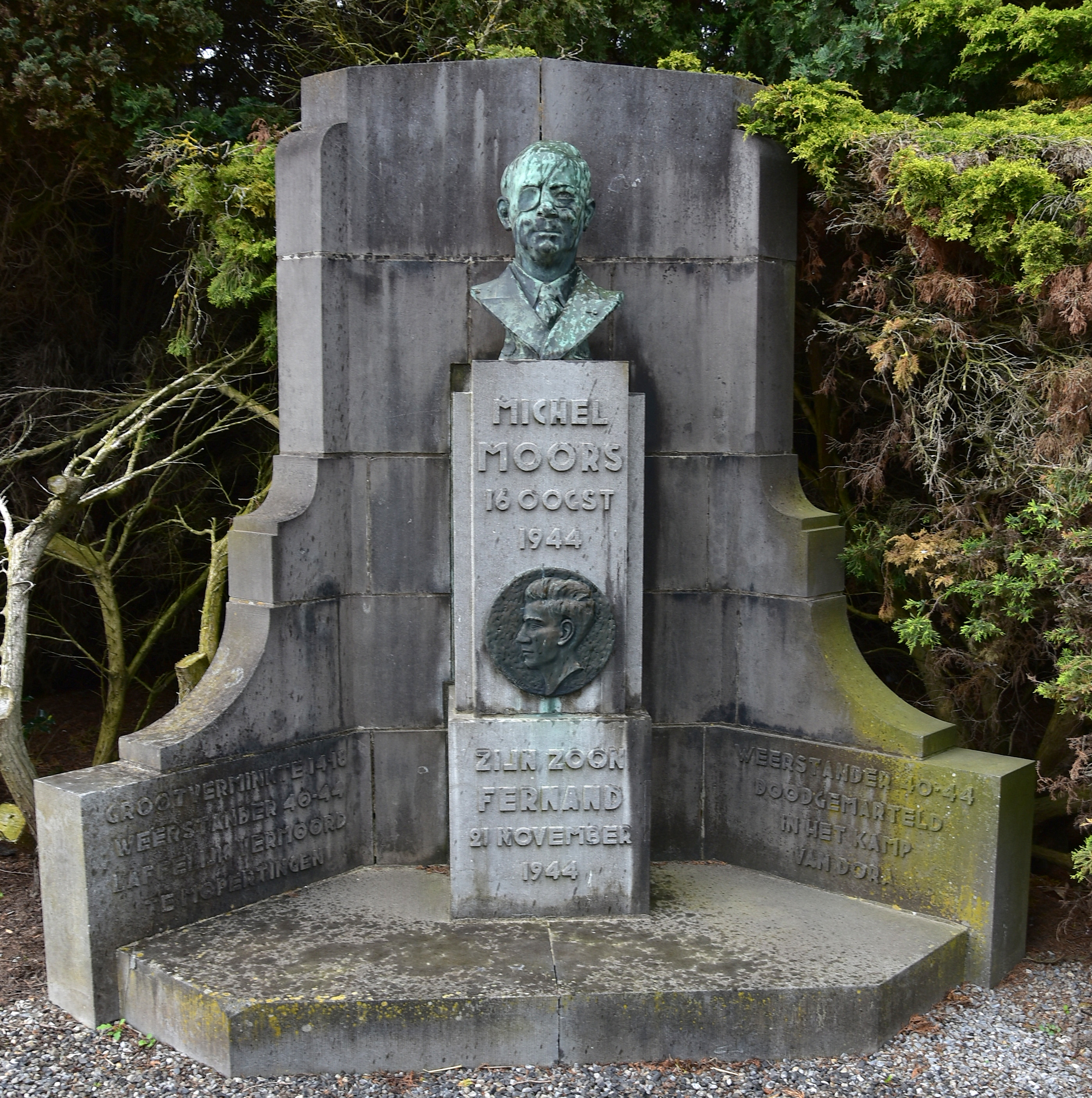
Monument voor Michel en Fernand Moors te Mopertingen

In Mopertingen is het Michel Moorsplein naar hem genoemd.